# Aurora (Carolina del Nord)
Aurora és una població dels Estats Units a l'estat de Carolina del Nord. Segons el cens del 2000 tenia 583 habitants.

## Demografia
Segons el cens del 2000, Aurora tenia 583 habitants, 265 habitatges i 169 famílies. La densitat de població era de 236,9 habitants per km².
Dels 265 habitatges en un 23,4% hi vivien nens de menys de 18 anys, en un 43,8% hi vivien parelles casades, en un 15,8% dones solteres, i en un 36,2% no eren unitats familiars. En el 33,6% dels habitatges hi vivien persones soles el 18,9% de les quals corresponia a persones de 65 anys o més que vivien soles. El nombre mitjà de persones vivint en cada habitatge era de 2,2 i el nombre mitjà de persones que vivien en cada família era de 2,81.
Per edats la població es repartia de la següent manera: un 22,8% tenia menys de 18 anys, un 6,7% entre 18 i 24, un 23% entre 25 i 44, un 25% de 45 a 60 i un 22,5% 65 anys o més.
L'edat mediana era de 43 anys. Per cada 100 dones de 18 o més anys hi havia 83,7 homes.
La renda mediana per habitatge era de 25.917 $ i la renda mediana per família de 42.000 $. Els homes tenien una renda mediana de 33.542 $ mentre que les dones 20.000 $. La renda per capita de la població era de 13.252 $. Entorn del 15,5% de les famílies i el 20,9% de la població estaven per davall del llindar de pobresa.

## Poblacions més properes
El següent diagrama mostra les poblacions més properes.